# Tom Cheek
Thomas F. „Tom“ Cheek (* 13. Juni 1939 in Pensacola, Florida; † 9. Oktober 2005 in Oldsmar, Florida) war ein US-amerikanischer Radiosprecher der Baseballspiele der Toronto Blue Jays zwischen 1977 und 2004.

## Leben
Tom Cheek besuchte die Cambridge School of Broadcasting in Boston, Massachusetts und trat danach eine erste Stelle an der University of Vermont als Reporter für Live-Übertragungen von Baseball, Basketball, American Football und Eishockey an; nebenbei berichtete er über College Basketball für das Mutual Radio Network. Seine Karriere als Baseballreporter begann er von 1974 bis 1976 bei den Montreal Expos als Radioreporter parallel zu Fernsehübertragungen als so genannter Swingman. 1977 wurde er von den Toronto Blue Jays zum offiziellen Radiosprecher berufen und damit zur „Stimme der Blue Jays“. Sein erster Partner als Experte war bis Ende 1980 der ehemalige Pitcher Early Wynn. Von da an bis zu seinem Rückzug 2005 war Jerry Howarth sein Co-Kommentator, Howarth wurde auch sein direkter Nachfolger. Als Spielerexperte stand ihnen eine Zeitlang der Major-Leaguer Gary Matthews zur Seite.

## Verdienste
Als Reporter wird Cheek in Kanada an Popularität nur von Foster Hewitt, dem Starreporter des kanadischen Eishockeys, übertroffen. Die Vertragsradiostation von Cheek und damit der Blue Jays war CKFH 1430 (gegründet von Hewitt und später umbenannt in CJCL und FAN 590); alle anderen Stationen übernahmen die Übertragungen von dort. Tom Cheek berichtete zwischen dem 7. April 1977 und dem 3. Juni 2004 von sämtlichen 4303 Spielen der Blue Jays. Erst der Tod seines Vaters und kurze Zeit später seine eigene Krebserkrankung hielten ihn vom Mikrofon fern. Die Blue Jays ehrten ihn mit einem Transparent im Skydome während der ganzen MLB-Saison 2004, das neben der Auszeichnung „Level of Excellence“ die Zahl 4306 als Trikotnummer zeigte – drei wegen Regens ausgefallene Spiele waren dabei mitgezählt. Nach der Entfernung eines Gehirntumors kehrte er nur noch bei Heimspielen sporadisch ans Mikrofon zurück, sein letztes Inning kommentierte er beim Eröffnungsspiel der Saison 2005.
Außer für  Baseball war Cheek auch für ABC Sports als Kommentator bei den Olympischen Winterspielen 1980 in Lake Placid und 1984 in Sarajevo aktiv.
Cheeks bekannteste Ansage war seine Beschreibung von Joe Carters World-Championship-Home Run im sechsten Spiel der World Series 1993:

Touch 'em all, Joe! You'll never hit a bigger home run in your life!

„Berühr sie alle, Joe! Niemals in deinem Leben wirst du einen wichtigeren Homerun schlagen!“

Er starb am 9. Oktober 2005 in Florida an einem Gehirntumor.

## Ehrungen
Die Blue Jays ehrten in nach seinem Tod mit einem Abzeichen auf dem Ärmel ihrer 2006er Spieleruniform, das neben seinen Initialen ein Mikrofon zeigte. Cheek wurde in den Jahren 2005, 2006, 2007 und 2008 für den Ford C. Frick Award der Baseball Hall of Fame vorgeschlagen. Dieser Preis wird alljährlich während der Aufnahmefeiern für neue Spieler einem Berichterstatter mit „besonderen Verdiensten um den Baseball“ verliehen.
Im Jahr 2013 wurde er in die Canadian Baseball Hall of Fame aufgenommen.